# Schatten (Mythologie)
Schatten ist in den mythologischen Vorstellungen vieler Kulturen ein Begriff für das Spiegelbild der Seele, für das „zweite Ich“ des Menschen, für dessen Doppelgänger oder  Ebenbild, das meist in einem jenseitigen „Reich der Schatten“ angesiedelt und mit Dunkelheit, Nacht und Tod assoziiert wird. Der sichtbare Schatten gilt nach dem Volksglauben häufig als lebenswichtiger Bestandteil, der zum Wesen eines Menschen gehört und ihm aufgrund seiner Beweglichkeit nachfolgt und ihm vergleichbar mit dem ausströmenden Atem körperlich anhaftet. In der Ethnologie sind die Begriffe Freiseele und Schattenseele etabliert. Die Unterscheidung einer Schattenseele außerhalb des Körpers von einer Lebensseele im Körper ist ein bis weit in vorchristliche Zeit zurückgehendes Menschenbild. Der mit einer Lebenskrise verbundene Verlust des persönlichen Schattens ist ein psychologisches Grundmotiv in der europäischen romantischen Literatur des 19. Jahrhunderts. In der analytischen Psychologie C. G. Jungs ist der Schatten ein individuelles Merkmal der Persönlichkeit und ein Archetyp.
In Zusammensetzungen wie „Schattenarbeit“ oder „Schattenkabinett“  hat das Wort „Schatten“ einen negativen Beiklang; lange Schatten können ängstigen und sind ein typisches Stilmittel mit Spannung aufgeladener Filme. Länger werdende Schatten künden vom Ende des Tages und den nahenden kalten Wintermonaten. Der Schatten symbolisiert im allgemeinsten Verständnis das bedrohlich wirkende Unbewusste.

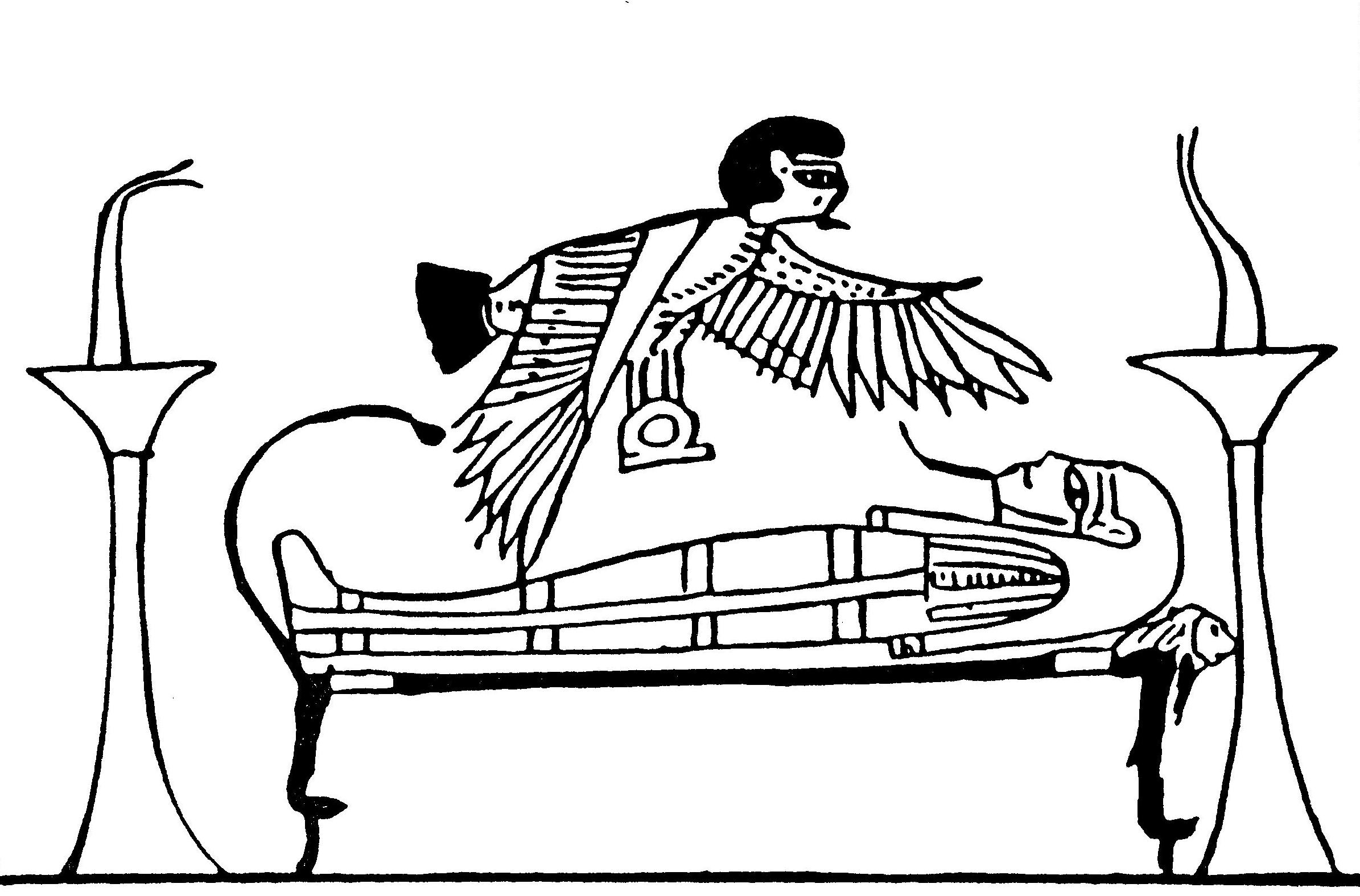
Freiseele in Gestalt des Ba-Vogels im Ägyptischen Totenbuch

## Schatten in der Mythologie
Der Begriff „Seele“ geht von einem abendländischen religiösen Verständnis aus und wird je nach Weltanschauung mit unterschiedlichen Schwerpunkten definiert. Für die Interpretation außereuropäischer Kulturen ist dieses „westliche“, ein menschliches Individuum prägende Seelenkonzept schlecht anwendbar, weil ein sprachliches Äquivalent kaum vorkommt. Mit diesem Einwand finden sich irgendwelche Vorstellungen von Seele und Jenseits in fast allen Kulturen, wobei der Tod zwar im Allgemeinen gefürchtet wird, jedoch nicht zwangsläufig eine Trennung vom Leben bedeuten muss, sondern etwa ein Weiterleben bei den Ahnen bedeuten kann. Der schwedische Religionswissenschaftler Ernst Arbmann in den 1920er Jahren und andere entwickelten verschiedene Modelle von Seelenvorstellungen, welche der österreichische Ethnologe Josef Haekel (1971) zu einer heute in der Religionswissenschaft allgemein angewandten Systematik zusammenfasste. Darin werden fünf Typen unterschieden, die für sich oder in unterschiedlichen Ausprägungen zusammen vorkommen können:
- Die Vitalseele steht demnach für das Lebensprinzip. Sie kann mit dem Atem (Hauchseele) oder mit bestimmten Körperorganen (Körperseele) verbunden sein.
- Die Ego-Seele stellt die Persönlichkeit des Menschen dar.
- Die bisexuelle Seele ist nach Hermann Baumann (1955) weniger und nur in Afrika und Südostasien verbreitet. Jede Frau besitzt einen männlichen und jeder Mann einen weiblichen Seelenanteil, der jedoch eher als Lebenskraft gesehen wird.
- Die Kinderseele, auch Wachstumsseele (Ivar Paulsen, 1954) sorgt für das Heranwachsen der Kinder.
- Die Freiseele (auch Exkursionsseele) entspricht dem Schatten, Spiegelbild oder dem „zweiten Ich“.[4]

### Schicksalhafter Schatten

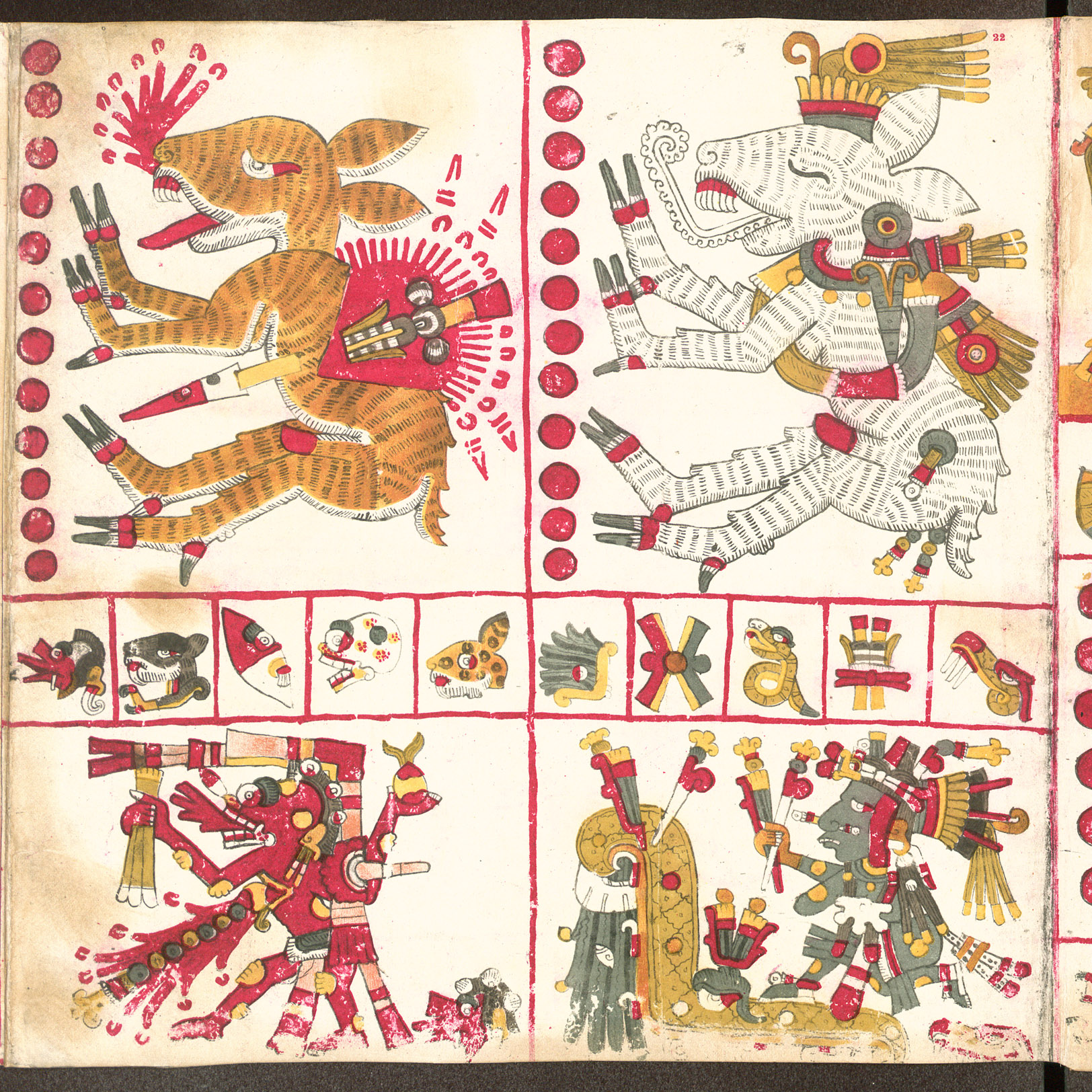
Magische Tiere (naguals) im Codex Borgia, einem altmexikanischen Orakelhandbuch (Tonalamatl) aus vorkolonialer Zeit. Links der Hirsch des Nordens (mictlampa), rechts der Hirsch des Ostens (tlapcopa). Seite 22 der Bilderschrift aus einer Reproduktion von 1898

Die Freiseele haftet nur lose am Körper und kann auch andernorts existieren. Als Spiegelbild des Menschen wird sie Bildseele genannt, gehört sie zum Schatten heißt sie Schattenseele. Sie kann überdies in Tieren, Pflanzen und in Flammen in Erscheinung treten. Ihre Aktivitäten entfaltet die Freiseele meist im Traum oder in Visionen, wo gelegentlich auch an ihrer Stelle die Ego-Seele oder Vitalseele ihre Erlebnisse mitteilen können. In besonderen Fällen halten sich diese Seelen dauerhaft außerhalb des Körpers an einem möglichst entfernten Ort (im Busch) auf. Die gedankliche Weiterentwicklung dieser Freiseele führt zur dualistischen Vorstellung eines Doppelgängers, welcher der Person als nahezu selbständiges Wesen gegenübertritt. Der Doppelgänger macht sich auch im Wachzustand bemerkbar, wirkt als hilfreicher Schutzgeist, indem er vor Gefahren warnt oder tritt in seiner dämonischen Gestalt als Vorbote des Todes auf. Für den Schamanen bedeutet die Freiseele ein Begleiter, wenn er in Trance unstet herumstreifende Seelen von Toten sucht. Mit ihr lassen sich auch andere Hilfsgeister aufspüren.
Im mittelamerikanischen Volksglauben ist nagual eine dem Doppelgänger verwandte Vorstellung. Das aus dem Aztekischen naualli (etwas „Verborgenes“  oder „Verhülltes“) abgeleitete Wort bezeichnete ursprünglich einen Magier (Schamanen) in seinem Verwandlungszustand oder eine Gottheit. Heute versteht man unter nagual ein Tier oder ein Objekt in der Natur, das mit einem bestimmten Menschen in einer doppelgängerartigen Beziehung verbunden ist. Beide ereilt in einer parallelen Situation dasselbe Schicksal, weshalb dem nagual kein Schaden zugefügt werden darf. Auf dem Land in Mexiko soll sich ein Magier oder eine Hexe in ein Tier verwandeln können, das nächtlichen Schaden anrichtet. Hiermit verwandt ist die seit Alters her in der europäischen Mythologie verbreitete Verwandlung eines Menschen in einen Werwolf.
Wo der sichtbare Schatten als Seelenanteil des Menschen gesehen wurde, schien dies zum einen für seinen Besitzer eine potentielle Gefährdung durch einen Angriff von außen auf seinen Schatten darzustellen und zum anderen hielten andere es gelegentlich für gefährlich, diesem Schatten zu nahezukommen. Ein Magier auf der ostindonesischen Insel Wetar konnte angeblich einen Menschen erkranken lassen, indem er auf dessen Schatten mit einem Schwert einstach. Einen ähnlich indirekten Angriff führte ein Lama gegen den hinduistischen Philosophen Shankara, der durch seine aggressive Missionstätigkeit als hauptverantwortlich für den Niedergang des Buddhismus in Indien Ende des 8. Jahrhunderts gesehen wird. Im Nepal angekommen, stritt sich Shankara mit dem Lama und erhob sich vor ihm in die Luft, um seine übernatürlichen Fähigkeiten zu demonstrieren. Der Lama indes sah seinen Schatten über den Boden gleiten und stach mit einem Messer hinein, worauf Shankara herunterstürzte und sich das Genick brach. In Arabien glaubte man früher, dass ein Mann stumm und seine Knochen steif würden, wenn eine Hyäne auf seinen Schatten trete. Im anderen Fall vermieden es die kanadischen Secwepemc-Indianer, um nicht krank zu werden, den Schatten eines Klageweibes auf sich fallen zu lassen. Bei den Yuin im australischen Bundesstaat New South Wales war der Kontakt eines Mannes zu seiner Schwiegermutter so streng geregelt, dass er es nicht wagen durfte, seinen Schatten auf sie fallen zu lassen.
Vor der Gefahr, den eigenen Schatten dauerhaft zu verlieren, bewahrten sich alten Berichten zufolge manche Bewohner von Inseln in Äquatornähe, indem sie in der Mittagszeit das Haus nicht verließen, weil dann die Sonne senkrecht am Himmel steht und keine Schatten wirft. Die Stärke eines Mannes steht demzufolge direkt mit der Länge seines Schattens in Verbindung. Dies ist der Kern der polynesischen Geschichte des mächtigen Kriegers Tukaitawa, der morgens am kräftigsten war, dessen Kräfte mit kleiner werdendem Schatten bis zum Mittag abnahmen und der gegen Nachmittag seine Kraft wiedererlangte. Als ein Held dies herausfand, erschlug er ihn um die Mittagszeit.
Die Freiseele wurde bereits im antiken Griechenland mit dem Atem assoziiert, wie auch in vielen indoeuropäischen Kulturen. In der ägyptischen Mythologie hieß die Freiseele Ba und wurde vogelgestaltig vorgestellt. Da es für die Ägypter ein Weiterleben im Jenseits gab und dieses bei einer endgültigen Trennung von Körper und Seele unmöglich gewesen wäre, musste der eigentlich frei im Himmel fliegende Ba-Vogel regelmäßig in das Grab zurückkehren, wo er dem Verstorbenen auf eine gewisse Weise Leben einhauchen sollte. Im Alten Ägypten besaßen auch Götter einen Schatten. Dagegen bleiben die indischen Götter, die in schöner Menschengestalt vorgestellt und abgebildet werden, den Blicken der Normalsterblichen verborgen, weil sie keinen Schatten werfen.

### Altiranische Seelenlehre
In den Gathas, den ältesten Hymnen der altiranischen Textsammlung Avesta sind verschiedene Bezeichnungen für Seele enthalten, deren Beschreibung zum Verständnis des von Zarathustra übernommenen und geprägten religiösen Systems von grundlegender Bedeutung ist. Dahinter steht die noch frühere, aus der arischen Vorzeit stammende Vorstellung von einer getrennten Bild- und Lebensseele. Ein umfassender Begriff für „Seele“ ist in den Gathas nicht erkennbar. Zum Umfeld des dort enthaltenen Seelenmodells gehören die als Freiseelen interpretierten avestischen Namen manah für das denkende Ich, entspricht dem indischen manas der Veden, und in erster Linie urvan, die immer frei umherziehende Seele. Manah ist die im Traum, in Trance und im Zustand der Bewusstlosigkeit vom Körper getrennte Seele. Urvan steht im Avesta für die unsterbliche Lebenskraft und die Freiseele im weiteren Sinn.
Von der menschlichen auf die kosmische Ebene übertragen entspricht urvan der Gottheit Vohu Manah. Der Wortstamm man- in Vohu Manah bedeutet ein wirksames Prinzip im Innern des Menschen. Hiervon abgeleitet sind der indische Stammvater (sanskrit) Manu und (germanisch) „Mann“ und „Mensch“. Vohu Manah kann als personifizierte Erscheinung vorgestellt werden, die mit der Schöpfergottheit in Verbindung steht und sich zum obersten Gott Ahura Mazda etwa so verhält, wie die Freiseele zum Menschen. Daneben steht manah in abstrahierter Weise für die Wirkung dieser Freiseele und im Plural für eine Gruppe von Teilseelen, die zusammen mit urvan und daēnā genannt werden.
Der mikrokosmisch-makrokosmischen Beziehung liegt der Gedanke zugrunde, dass alles irdische Leben einen Doppelgänger im Himmel besitzt; der körperliche Aspekt auf Erden steht dem seelischen Aspekt (manah) im Himmel gegenüber. Das Substantiv für diese Gegenüberstellung lautet maēθa, das vermutlich mit „Paar“ übersetzt werden sollte; als Adjektiv bedeutet es wohl „paarweise verbunden“. Maēθa bezeichnet etwa das Doppelgängerverhältnis zwischen dem irdischen Volksstamm Ârmaiti und seiner himmlischen Entsprechung in der Person des Vohu Manah. In der mythischen Erzählung gelten die beiden als Kinder desselben Vaters. Vergleichbare Paarbeziehungen wurden in der christlichen Gnosis als Syzygie bezeichnet. Im späteren, auf Pahlavi verfassten Text Sad-dar heißt es zum Verhältnis zwischen der körperlichen und der geistigen Welt, der Mensch und alle Dinge auf der Erde seien der Schatten von Ormuzd (wie nun Ahura Mazda, das „höchste Licht“ genannt wird) und seinem himmlischen Umfeld.
Daēnā bedeutet im Unterschied zu urvan in einer großen Bandbreite von Interpretationsmöglichkeiten ungefähr das denkende, etymologisch (von altindisch dáy, „nähren“ abgeleitet) auch das „nährende“ Prinzip des individuellen Menschen, sein Selbst und die Summe aller seiner Verhaltensweisen. Eine Strophe in den Gathas kann so gelesen werden, dass die irdischen Seelen (manah) mit der personifizierten göttlichen Sehkraft Čisti als ihrer himmlischen Doppelgängerin (maēθa) verbunden sind. Čisti oder Čistā, die Göttin des Sehens wiederum steht mit der vergöttlichten Schauseele Daēnā in Beziehung. Hinter der maēθa-Vorstellung steht die alte animistische Idee, dass alles in der Natur eine „Seele“ in der Art eines Doppelgängers besitzt, die für Normalsterbliche nicht zu sehen ist.
Die Freiseele urvan bleibt laut dem jüngeren Avesta nach dem Tod drei Tage lang in der Nähe des Leichnams, bis sie auf ihre eigene daēnā trifft, die in der Gestalt eines schönen jungen Mädchens daherkommt, falls der Mensch religiös genug gelebt hat. Auf die Frage, wer sie sei, antwortet die Gestalt: „Ich bin kein Mädchen, sondern bin deine tugendhaften Thaten.“ Hing der Mensch einer schlechten Religion an, so erscheint die daēnā als hässliche Hexe. Die im Leben bestehende Trennung des Selbst mit dem anderen Teil der Freiseele wird also nach dem Tod aufgehoben. Der Mensch erreicht die lebenslang ersehnte Ganzheit, wenn sich die getrennten Seelen zusammenfügen.
Bereits in den frühen Gathas heißt es, dass sich die Freiseele in die jenseitige Welt aufmacht und ohne Führer oder Beschützer an den Fluss gelangt, wo an der Činvat-Brücke der Mensch nach seinen guten oder schlechten Taten beurteilt wird. Gerechte werden hier von Lügnern unterschieden. Voraussetzung, um hinübergelassen zu werden, ist, dass der Mensch den Glauben Zarathustras angenommen hat. Hat die Seele die Prüfung bestanden, so benötigt sie ab hier Hilfe, um auffahren und an ihren Bestimmungsort in der jenseitigen Welt gelangen zu können.
Die Eschatologie des im Westiran geprägten späteren Zoroastrismus enthält die weit verbreitete Vorstellung, dass die Menschen keinen Schatten werfen, wenn sie dereinst im Jenseits angekommen sind. Hierfür sorgt Ârmaiti, eines der sechs höchsten Wesen („Unsterbliche“, „Heilbringende“, avestisch Aməša Spənta) im Umfeld Ahura Mazdas. Wenn Ârmaiti im „sonnenblickenden Machtbereich“ (Yasna 43, 16) sein wird, belohnt sie die Menschen für ihre Taten mit ewigem Frieden und Gelassenheit. Die vor den Wagen (raθa) der Sonne gespannten Pferde sind schattenlos (asaya).

### Schattenseele in Zentral- und Nordasien
Bei den sibirischen Samojeden haben Menschen und Dinge Schatten, die sich als ihnen gegenüberstehende Wesen verhalten. Samojeden kennen die altiranische Vorstellung, wonach die Unterirdischen keine Schatten haben. Ein Riese der in Menschengestalt auftritt, lässt sich an seinem fehlenden Schatten identifizieren. Hinzu kommt das Bild von einer Unterwelt, in der alles entsprechend den Verhältnissen auf der Erde, nur umgekehrt abläuft. Schamanen verfügen über Hilfsschatten, die etwa in der Gestalt von Rentieren oder Bären auftreten.
In den altaischen Sprachen der Völker Zentralasiens gehören die Wörter, mit denen heute ungefähr „Seele“ gemeint ist (tatarisch tyn, mongolisch amin, ämin), zum Bedeutungsumfeld von „Atem“, „Leben“ und „Lebenskraft“. Mit dem Tod entweicht der letzte Atem. Ursprünglich war eher ein unkonkretes Schicksal gemeint, die Vorstellung einer selbständigen Seele scheint äußeren Kultureinflüssen geschuldet. Im Zusammenhang mit einem Schamanen sprechen die Teleuten von dessen „Seelentier“ (tyn-bura).
Bei einigen sibirischen Völkern existiert das Modell einer dreigeteilten Seele, die sich aus einer Körperseele, einer Hauchseele und einer Schattenseele zusammensetzt. Mansen und Chanten unterscheiden zwei Aspekte der Seele: Die Hauchseele wohnt im Körper des Menschen und verlässt ihn nach seinem Tod. Die Schattenseele führt ein selbständiges Leben, sie ist die Personifizierung des menschlichen Geistes und hält sich tagsüber üblicherweise im Menschen auf. Im Schlaf, in der Ekstase und bei einer schweren Krankheit verlässt sie ihren Besitzer und wird zu einem zweiten Ich. Zauberer können sie bewusst auf Reisen schicken. In Gestalt verschiedener Tiere und anderer Wesen, meist als Vogel, erkundet die Schattenseele, ohne den Körper mitzunehmen, die Welt und sieht und hört was den normalen Menschen verborgen bleibt.
Die Schattenseele oder Schattengestalt heißt in den meisten finno-ugrischen Sprachen is (isxor); das finnische Wort itse wird mit „selbst“ übersetzt. Ursprünglich bedeutete es vermutlich „Schatten(bild)“. Eine andere Bezeichnung für Schattenseele bei den Mansen und Chanten lautet urt. Ein Zauberer kann urt sehen. Wenn ein Mensch stirbt, macht sich seine urt durch Schreien bemerkbar.
Im alten zentral- und nordasiatischen Volksglauben kann allgemein die Seele im Schlaf den Körper des Menschen, wo sie normalerweise zu Hause ist, verlassen und als sein bewusstes Ich frei umherwandern. Im Wachzustand verweist eine Krankheit darauf, dass sich die Seele außerhalb des Körpers aufhält. Wenn der Kranke im Gesicht bleich wird, leichenblass wie ein Toter, dann gilt dies als die Ursache seiner Krankheit, nicht als deren Auswirkung, weil das Aussehen für den Menschen von wesentlicher Bedeutung ist. „Aussehen“, „Schatten“, „Bild“ und „Spiegelbild“ sind Worte, mit denen die wandernde Seele umschrieben wird. Diese Erscheinungsformen der Seele sollen in einem Wirkungsverhältnis zum betreffenden Menschen stehen. In manchen Vorstellungen konnte der Anblick des Spiegelbildes im Wasser gefährlich sein und womöglich die Seele rauben oder ein Erbleichen des Gesichts und damit Krankheit zur Folge haben. Gelegentlich gelang es einem Zauberer, die Schattenseele (is) wieder zurückzubringen.
Genauso halten die Jakuten ihren Schatten für gefährlich und haben entsprechende Vorsichtsmaßregeln, um ihn nicht zu verlieren, weil das Unglück bedeutet. Nach Schilderungen von der Wende zum 20. Jahrhundert durften bei den Jakuten die Kinder nicht mit ihrem Schatten spielen. Tungusen vermieden es, auf den Schatten eines anderen zu treten. Aus der Vorstellung, dass Schatten und Mensch oder allgemein Bild und Abgebildetes in einer unmittelbaren Wirkungsbeziehung zueinander stehen, erklärt sich die Verwendung menschenähnlicher Figuren für magische Zwecke. Bei den Jakuten war es Brauch, einen Viehdieb zu fangen, indem man eine Holzfigur anfertigte und ihr die Namen der in Frage kommenden Täter vorsagte. Beim richtigen Namen sollte die Figur mit dem Kopf nicken. Im Sinne eines Schadenzaubers wurde daraufhin die Figur geschlagen und mit dem Messer gestochen, damit der Täter an den entsprechenden Stellen Schmerzen empfinden möge.
Im traditionellen Kult sibirischer Völker wurde auch den Tieren eine Schattenseele zugesprochen. Um für eine erfolgreiche Jagd vorzusorgen, fertigten die Jäger der Tungusen Bildnisse der Jagdtiere an, bevor sie in den Wald aufbrachen. Einem solchen Zweck sollten auch hölzerne Fischfiguren dienen, die im Frühjahr zu Beginn der Fangsaison an den Ufern des Jenissei aufgestellt wurden. Es handelte sich hierbei sehr wahrscheinlich nicht um Opfergaben, die in dieser Form unbekannt waren, sondern um den Versuch, erst die Bildseelen der Fische in Besitz zu bekommen, um die Fische selbst danach leichter in den Reusen fangen zu können. Schließlich besaßen sogar natürliche Dinge und hergestellte Gebrauchsgegenstände eine Bildseele. Berichte über die Burjaten vom Ende des 19. Jahrhunderts betonen, dass die mit ins Grab gelegten Gegenstände zerbrochen werden mussten, weil der Tote im Jenseits die Schatten dieser Gegenstände benützen würde.
Bei den Tataren des Altai und bei den Jakuten heißt die aus dem Körper entweichende und wieder zurückkehrende Seele kut. Das Wort steht daneben für „gutes Aussehen“, „Lebenskraft“, „Fruchtbarkeit“ und „Glück“ und hat ferner die Bedeutung von „Bild“ und „Schattenseele“ angenommen. Speziell für „Schattenseele“ sind bei den Tataren jedoch die Bezeichnungen jula (tschula), sür oder sünä gebräuchlicher, bei den Mongolen kommen süne und sünesun hinzu, bei den Golden unter anderem örgöni. Die Schattenseele besitzt ein gewisses stoffliches Eigenleben, auch wenn diese Stofflichkeit kaum Spuren hinterlässt. Das sünesun ist für einen Burjaten unsichtbar, wenn es sich in menschlicher Gesellschaft aufhält. Es hinterlässt keine Fußspuren auf dem Weg, biegt kein Gras um und verursacht kein Rascheln, wenn es über Blätter geht. Andernorts soll dagegen die Schattenseele unter Umständen zu sehen und zu hören sein. Vielleicht macht sich die Schattenseele, wenn sie den Körper frisch verlassen hat, durch ungeschicktes Verhalten bemerkbar, später hat sie gelernt, sich unauffällig zu bewegen. Die Schattenseele kann sich verletzen, Schmerzen empfinden oder Hunger verspüren. Nach Schilderungen der 1890er Jahre sollte die „arme Seele“ vernehmlich klagen, wenn Geister sie fesseln oder in einen Sack stecken. Dieser Gefahr setzt sie sich aus, wenn sie sich bis zu den Aufenthaltsorten der Geister verirrt. Entsprechend den Fähigkeiten und Veranlagungen ihres Menschen kann sie sich in solchen Situationen besser oder schlechter verteidigen. Gänzlich unbeholfene Seelen können ins Wasser fallen und ertrinken, folglich halten sie sich sicherer in der schützenden Jurte auf. Bei den Teleuten konnte die wandernde Seele auch den Schutz guter Geister erhalten. Als fürsorglich galten die Töchter des höchsten Gottes ülgän.
Burjaten erzählten früher, dass sie manchmal mitten in der Nacht aus der Nachbarschaft leise klagende Geräusche und sich daraufhin entfernende Schritte hören und daraus schließen, dass bald jemand erkranken werde. Eine der Aufgaben des Schamanen ist es, die solcherart abhandengekommene Seele zu finden und sie in den Körper des erkrankten Menschen zurückzulocken. Manche Menschen merken nicht sogleich, dass ihre Seele entschwunden ist, erst wenn sie bleich, kraftlos und mager geworden sind, wird der Verlust der Seele für den Erkrankten und seine Umgebung ersichtlich. In der Vorstellung der Burjaten soll ein Kranker maximal neun Jahre ohne seine Seele leben können, bei den Tataren im Altai stirbt der Patient zwangsläufig nach sieben oder zehn Jahren. Eine Frage ist auch, in welchem Zustand die unter Umständen durch Geister gebeutelte Seele zurückkehrt. Hatte sich früher am Jenissei die Schattenseele den Fuß gebrochen, so hinkte anschließend ihr Besitzer, hatte sie sich unterwegs unterkühlt, so fror er ebenso. Weitere Beispiele für solche Einwirkungen sind von den Golden, den Tataren, den Teleuten und von anderen Völkern bekannt. Die Teleuten führten gebrochene Rippen auf böse Geister zurück, die umherschweifende Seelen (jula) zu fest umarmt hatten. Schlafwandelnde Mongolen sollen das Nachts aufgestanden sein, um ihrer entlaufenen Seele (sünesun) nachzuspüren.
Schon beim leichtestes Erschrecken macht sich die Seele eines Kindes davon. Wenn das Kind hinfällt und zu heulen beginnt, eilt deshalb die Mutter schnell zu ihm hin und ruft seinen Namen, damit es die Seele hört. Nach Ansicht der Burjaten hält sich die Seele eine Zeit lang dort auf, wo sie aus dem Körper des Erschrockenen verschwunden ist. Die Seele entweicht im Normalfall durch Mund oder Nase, manchmal auch durch die Ohren. Teleuten hielten die Ohren zu, wenn sie in einen Wirbelsturm kamen, um nicht ihre Seele (kut) zu verlieren.
Die von einem Menschen entfernte Seele muss nicht unbedingt in dessen Gestalt erscheinen. Im mongolischen Nationalepos Gesar kommt die Geschichte vor, wie ein Lama versucht, den guten Herrscher Gesar zu töten, indem er seine Seele in Gestalt einer Wespe zu Gesar schickt und dieser, als er versucht, das Insekt mit der Hand zu fangen, jedes Mal ohnmächtig wird. In Sibirien weit verbreitet ist der Glaube an eine wandernde Seele in Vogelgestalt. Wenn bei den Golden ein Kind im ersten Lebensjahr starb, so flog dessen Seele als kleiner Vogel zum Himmelsbaum omija-muoni („Kinderseelenbaum“).
Im Totenreich lebt der Verstorbene etwa so ähnlich wie in der diesseitigen Welt. Entsprechend sind die Begräbniszeremonien ausgerichtet, bei denen die Hinterbliebenen Essen, Kleidung und Alltagsgeräte mit ins Grab legen. Die Vorstellungen über die Lage des Totenreichs und die Reisewege dorthin sind in Zentral- und Nordasien unterschiedlich. Es liegt irgendwo unterhalb, im Norden oder hinter dem Wasser. Es ist keine unterirdische, sondern eine „andere Welt“ (jakutisch atgu doidu) oder ein „anderes Land“ (tatarisch ol jär oder paschka jär). Hier leben Schattenwesen in einer Welt der Schatten im Prinzip in derselben Weise wie im Diesseits: Es gibt Berge, Flüsse, Tiere, Pflanzen, Sonne und Mond. Die Toten wohnen ebenso in Zelten und jagen Tiere. Der Unterschied besteht darin, dass im Schattenreich sich alles zeitlich und räumlich andersherum verhält als auf der Erde. Ist hier Tag, so ist dort Nacht, Sommer auf Erden entspricht Winter dort, eine hiesige reiche Ernte fällt zur selben Zeit in der anderen Welt mager aus. Die Toten orientieren sich nach Westen, die Lebenden nach Osten. Die gesamte jenseitige Welt einschließlich der kosmogonischen Struktur ist ein Spiegelbild der hiesigen. Dieses umgekehrte Verhältnis findet bei Begräbnissen Beachtung. Kasachen legten, wenn sie das Pferd des Verstorbenen mitbestatteten, den Sattel verkehrt herum auf. Von sibirischen Tataren wurde berichtet, dass sie dem Verstorbenen eine Schnapsflasche oder das Zaumzeug, wenn es ein Pferdeopfer gab, in die linke Hand legten, sodass er die Grabbeigaben in der Schattenwelt in der rechten Hand hielt. Grabungsfunde bestätigen diese Anordnung. Entsprechend sind die auf Erden herumgehenden Toten nachtaktiv.

### Zwillinge in Afrika
Die als Schatten gedachte Freiseele kommt in vielen schwarzafrikanischen Glaubensvorstellungen vor. Der Schatten ist tagsüber der sichtbare Begleiter aller Menschen, nachts verschwindet er in der Dunkelheit. Beim Tod weicht der Schatten aus dem Menschen und geht für immer in die finstere Unterwelt. Somit wirft ein Toter keinen Schatten, er kann aber selbst als Schatten identifiziert werden. Der Tote hat vermutlich deshalb keinen Schatten, weil er flach daliegt. Den Schatten zu verletzen bedeutet auch in Afrika einen Angriff auf die Seele und damit auf den Menschen. Ein Krokodil könnte etwa den Schatten eines Menschen, der zu nahe am Wasser geht, angreifen und mit dem Schatten (wahlweise Spiegelbild) seinen Körper ins Wasser ziehen, wie Julius von Negelein 1902 von den südafrikanischen Sotho schrieb. Ein frei beweglicher Schatten besitzt Menschengestalt und kann aus Rachsucht von einem lebenden Menschen Besitz ergreifen.

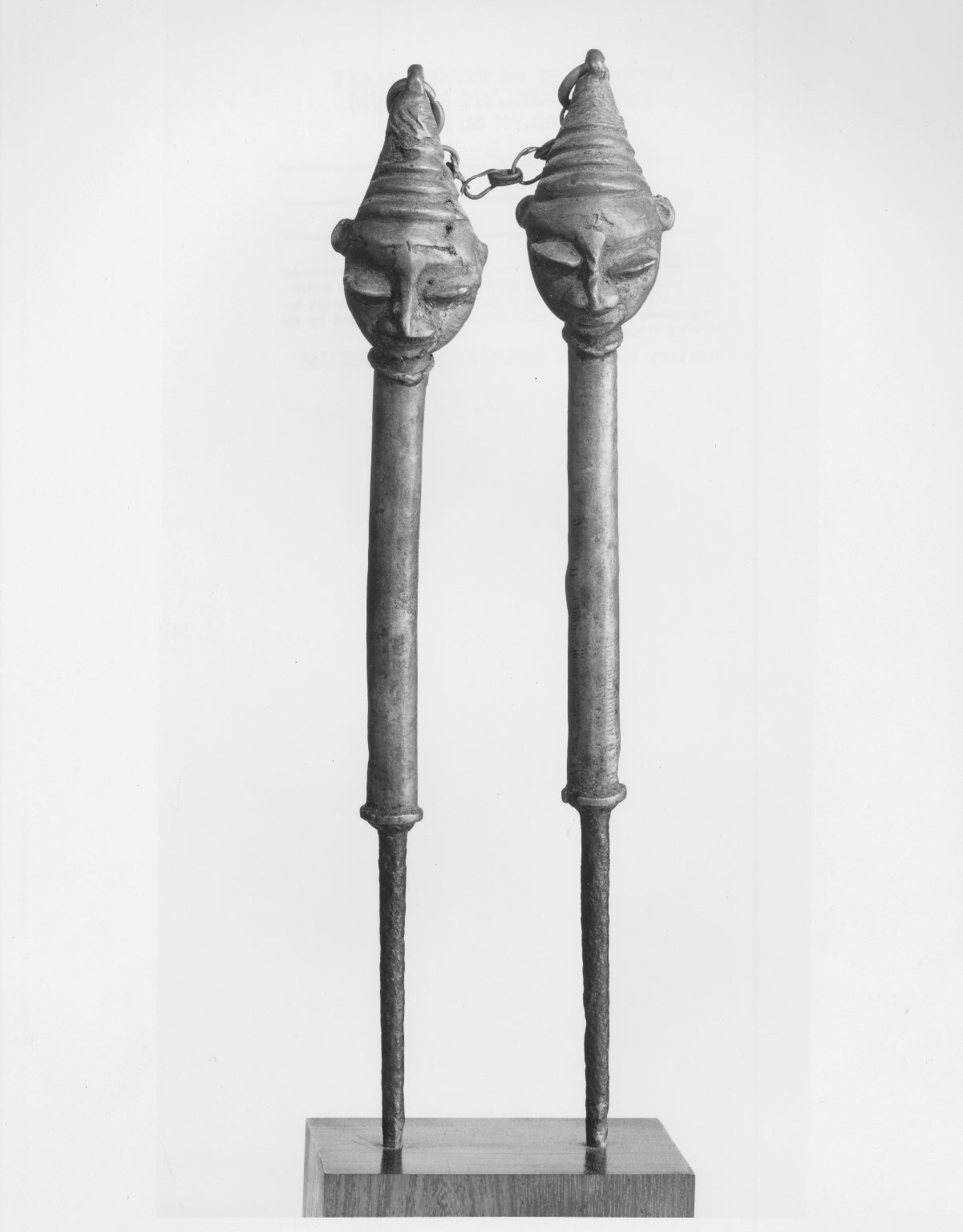
Die mit einer Kette verbundene Figurengruppe Edan zeigt Onile, den Yoruba-Gott der Erde in seiner männlichen und weiblichen Form. Besitzt eine Schutz-, Heil- und Orakelwirkung (Brooklyn Museum).

Bei den westafrikanischen Malinke und Bambara gehört zu einem Menschen sein Körper (fari-kolo, „Skelett“), das Lebensprinzip (Hauchseele) ni und sein Schatten, Doppel oder Zwilling dya (dia). Der Schatten verlässt den Körper im Traum und wenn ihm unterwegs etwas Schlimmes widerfährt, überträgt sich das auf den Menschen. Die Hauchseele ni kommt bei den Bambara vom Gott Faro, dem „Herrn des Wassers“. Durch seine Vermittlung geht sie von einem kurz zuvor verstorbenen Familienangehörigen auf das neugeborene Kind über. Die Schattenseele dya geht nach dem Tod zu Faro ins Wasser und erscheint wieder als ni. Die Hauchseele ni wandert zum Ahnenaltar und kehrt als dya in den neuen Menschen zurück. Dya hat das entgegengesetzte Geschlecht seines Besitzers. Jeder Mensch ist durch seinen Schatten zugleich männlich und weiblich, nur Hermaphroditen, die männliche und weibliche Geschlechtsmerkmale besitzen, sind sich selbst Zwilling und haben deshalb kein dya.
Leibhaftige Zwillinge sind in Afrika keine „gewöhnlichen“ Menschen, ihr Doppel dya verbleibt immer in einem reinen Zustand im Wasser bei Faro, weshalb Zwillinge untereinander als Doppel gelten und beide zugleich mit Faro in Beziehung stehen. Solche Zwillinge sind ein Segenszeichen für ihre Eltern. Die besondere Bedeutung von Zwillingen hängt auch mit den Schöpferpaaren der afrikanischen Kosmogonie zusammen. Bei den Ewe und Fon  vereinigten sich der Sonnengott Mawu und die Mondgöttin Lisa zu Mawu-Lisa und erschufen die ersten Menschen. Diese Aufgabe erledigte bei den Yoruba das Zwillingspaar Obatala (Himmelsgott) und Ododua (Erdgöttin), Sohn und Tochter des obersten Gottes Olorun.
Daneben existiert eine angstvolle Vorstellung von Zwillingen, besonders von gleichgeschlechtlichen Zwillingen soll Unheil ausgehen. Weil sie angeblich mit bösen Geistern in Verbindung stehen – denn Buschgeister treten wie Zwillinge paarweise auf, wurden früher Zwillinge gleich nach ihrer Geburt getötet. Zwillinge sind häufig krankheitsanfälliger und werden deshalb erst später als andere Kinder außer Haus getragen. Haben beide die ersten Jahre überlebt, nimmt die Mutter sie mit auf den Markt, weil sie davon ausgeht, dass nun die Seelen der Kinder fest genug an ihren Körpern haften. Bei den Yoruba gelten Zwillinge als heilbringend und werden besonders gut versorgt. Sie eint eine gemeinsame Seele, die nach dem Tod weiterlebt. Stirbt einer der Zwillinge, gerät die Seele aus dem Gleichgewicht und der andere Zwilling droht ihm nachzufolgen. Bei Kindern braucht es nun intensive Pflege, um das Überlebende zu retten. Wenn ein Kind vor dem siebten Lebensjahr stirbt, lassen die Yoruba eine kleine Holzfigur (ere ibeji, „Abbild des Zwillings“) als Ersatz anfertigen, in die mit Hilfe eines Orakelpriesters die Zwillingsseele im ibeji eingeht und hier weiterlebt. Die Mutter kümmert sich um dieses „Kind“ wie um ihr eigenes.

## Platons Schatten
In einem höhlenartigen unterirdischen Raum hocken Menschen am Boden und sehen nie etwas anderes als vorbeihuschende Schatten an der Wand. Im Höhlengleichnis entwarf Platon in einer gedanklichen Versuchsanordnung das Gleichnis einer Welt, in der die Menschen für real halten, was sie sehen. In Wahrheit sehen sie nur die Abbilder einer höheren, geistigen (intelligiblen) Welt. In diesem Sinn ist das gemalte oder fotografierte Bild bloß ein Abklatsch des Scheins. Wer so etwas anfertigt, begeht nach Platon eine Täuschung, weil er nur das Schattenbild nachahmt und sich nicht mit der dem Schatten gegenüberstehenden absoluten Idee beschäftigt. Er erschafft lediglich dasselbe als Kopie.
Platon verwendet die Begriffe „Schatten“ (skias, phantasmata) und „Spiegelbild“ (eidola) uneindeutig und manchmal synonym. Es gibt jedoch einen Unterschied. Nach der mit Spiegelstadium bezeichneten Theorie der kindlichen Entwicklung des Psychiaters Jacques Lacan identifiziert sich das Ich mit seinem Spiegelbild, wie sich der Narziss der griechischen Mythologie in sein Spiegelbild verliebt, das er im Wasser erblickt. Im Gegensatz hierzu geht es bei der Vorstellung vom Doppelgänger (Schatten) um die Identifikation mit dem Anderen. Narziss, der Ichverliebte, wird sich daher nicht um seinen Schatten kümmern.
Platons Ideenlehre einer sich von der vollkommenen Idee (dem wahren Sein) stufenweise über nachgeordnete Ideen nach unten konstituierenden Welt wurde von Plotin, dem bekanntesten Vertreter des Neuplatonismus weiterentwickelt. Er begründet ebenso von oben her und beschreibt die Hypothese eines Vollkommenen (Guten), das sich absteigend immer mehr abschwächt, bis im Bereich des Körperlichen nur noch Schatten übrigbleiben. Dies sind die „Schattenbilder vom Seienden“, die Abschattungen des Vollkommenen.

## Literarische Verarbeitung

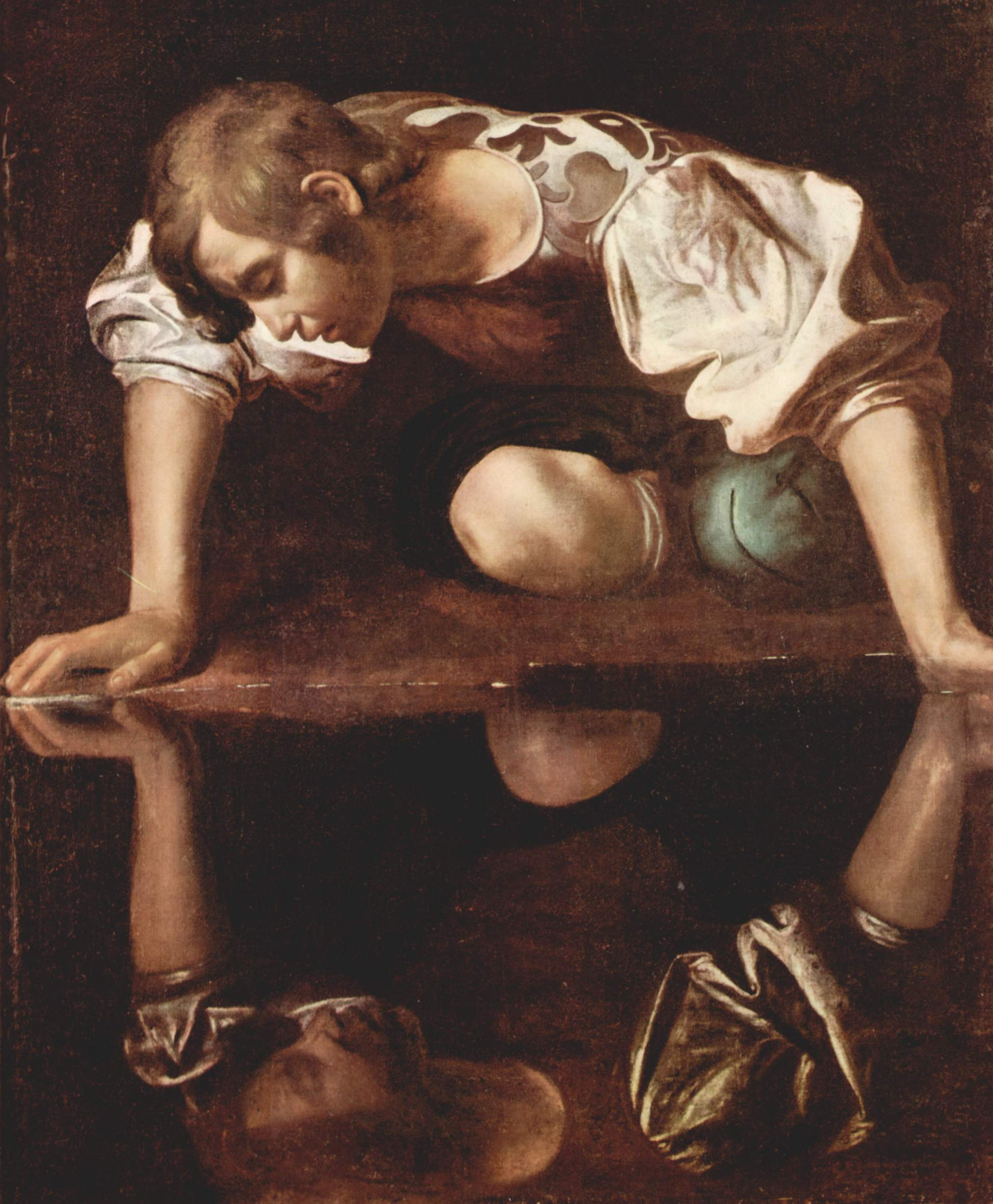
Narziss. Caravaggio, um 1598/99 (Galleria Nazionale d'Arte Antica, Rom)

In Friedrich Nietzsches Gedicht Der Wanderer und sein Schatten steht im Dialog zwischen beiden der Schatten für die passive Seite und den ziellos Umherstreifenden, der niemals irgendwohin kommt, den nächtlichen Gegenspieler Zarathustra, der aber letztlich der weise Denker selbst ist.
Auf der Suche nach dem, „was die Welt im Innersten zusammenhält“, gelangt der anfangs noch nach reiner Erkenntnis, später immer mehr nach Macht strebende Gelehrte Faust in Goethes 1808 veröffentlichter Tragödie Faust aus seiner gesellschaftlichen Rolle hinaus, individualisiert sich und ergibt sich schließlich der Magie. Er gerät dabei immer mehr in die Abhängigkeit von Mephisto, dem Teufel, der zu seinem Schatten wird. Faust steht für den modernen Menschen, der durch das Bündnis mit dem Bösen nicht nur das Verlangen nach sexueller Befriedigung (das Ewig Weibliche) erfüllt bekommt, sondern auch in der Walpurgisnacht die heidnischen Schreckgestalten seines persönlichen Unbewussten erfährt. Die Vereinigung mit dem Schatten (bei Faust ist es der christliche Teufel) bereitet den Weg hinab zu den Geheimnissen der Natur.
In Jean Pauls Werk besitzt das Motiv des Doppelgängers einen hohen Stellenwert, wobei die Geschichte für den Helden in vielen Fällen tragisch endet. Gelegentlich tritt aus der Hauptfigur ein Erzähler hervor, der sich selbst erzählt. In seinem ersten, 1793 erschienenen Roman Die unsichtbare Loge befällt Gustav ein Gefühl des Grauens, wenn er Wachsfiguren sieht, wie sie damals in Lebensgröße von Toten angefertigt wurden. Zum Ausdruck kommt die Angst, die Wachsfigur könnte belebt werden. Die unheimliche Erscheinung des „Doppeltgängers“ wird hier vorweggenommen, wie es in ähnlicher Weise in Hesperus oder 45 Hundposttage (1795) dem Helden Viktor von Horion widerfährt, als er dem Wachsmodellierer zusieht, der sein Abbild und das des Kaplan anfertigt: „Denn ihn schauerte vor diesen fleischfarbnen Schatten seines Ichs.“ Erstmals im Roman Siebenkäs von 1796/77 benannte Jean Paul das psychische Doppelgängerphänomen mit diesem Wort. Der Armenadvokat Siebenkäs und sein Freund Leibgeber treten mit vertauschten Rollen auf, sodass sich das Motiv des Doppelgängers und der Verwechslung vermischen. Gespaltene Persönlichkeiten stehen auch bei den späteren Werken im Zentrum. Den Roman Flegeljahre (1804/05) über die beiden Zwillingsbrüder und Gegenpole Walt und Vult nennt er eine „Biographie“. In Levana oder Erziehlehre (1807) erklärt er die Männer ihrer Natur nach als „modern“ und „philosophisch“, also als zur Selbstreflexion fähig, während er den Frauen die Fähigkeit zur „Selbstverdoppelung“, womit die Selbsterkenntnis einhergeht, abspricht. Auch fehle es den Frauen an Kreativität, sie würden mehr das Äußere aufnehmen als bilden.
In der romantischen Literatur ist der Schatten der unheilbringende oder Unheil voraussagende Doppelgänger, der die versteckte Seite eines Menschen zum Vorschein bringt. E. T. A. Hoffmann gebraucht das Doppelgängermotiv in zahlreichen Varianten und hebt gegenüber Jean Paul vor allem die unheimliche Seite hervor. Die Figur des Kapellmeisters Kreisler entwickelt Hoffmann in mehreren Werken zu seinem literarischen Alter Ego. Dieser taucht („aus Versehen“) auch in den Lebens-Ansichten des Katers Murr (zwei Bände, 1819 und 1821) auf, wo er vor seinem ihn verfolgenden Doppelgänger flieht. Auch wenn der Doppelgänger sich als seltene optische Täuschung herausstellt, so verweist er doch auf die Sehnsucht und Selbstzweifel des Protagonisten. In der Erzählung Der Magnetiseur, enthalten in der Sammlung Fantasiestücke von 1814, ist es die instabile Persönlichkeit des Majors, aus der sich anfangs von ihm selbst unbemerkt ein Doppelgänger abspaltet, gegen den er später in einem tödlichen Kampf unterliegt.
Der US-amerikanische Schriftsteller Edgar Allan Poe wurde stilprägend für die Technik, Grauen zu erwecken, indem er unbelebten Sachen menschliche Attribute andichtete und sie so zum Leben erweckte. In der Kurzgeschichte Der Untergang des Hauses Usher von 1839 ist das Gedicht The Haunted Palace („Der verzauberte Palast“) enthalten. In der Fiktion wurde es von der Hauptfigur der Geschichte, Hausbesitzer Roderick Usher verfasst. In den Versen werden dem Geisterhaus menschliche Eigenschaften zugesprochen, wodurch es für seinen Besitzer zu dessen Doppelgänger wird. Der Ich-Erzähler namens Oinos in Schatten hat seine Geschichte offensichtlich für die Nachgeborenen aufgeschrieben, in deren Zeit er sich angeblich bereits im „Reich der Schatten“ befindet. Darin berichtet er von einer Tischgesellschaft, in deren Raum ein Toter aufgebahrt liegt und wo sich allmählich ein Schatten unbestimmbarer Form und Zugehörigkeit verselbständigt. Als der Schatten seine Stimme erhebt, vernehmen die Versammelten einen vieltausendfachen Stimmklang, in welchem sie alle ihren längst verstorbenen Freunde heraushören.
Im Gedicht Der Schatten (1838) von Eduard Mörike verkündet der Schatten einer Ehefrau deren Absicht, den Gatten mittels Gift umzubringen. Der Ermordete kehrt später als Geist zurück und tötet die Frau, worauf sich der Schatten von der Frau befreit und von einer überirdischen Position aus das Geschehen betrachtet. In der Oper Die Frau ohne Schatten, zu der Hugo von Hofmannsthal bis 1915 den Text verfasste, geht es um eine Kaiserin, die verzweifelt ist, weil sie keinen Schatten wirft, und vor dem Ultimatum steht, dass der Kaiser bald sterben wird, falls es ihr nicht gelingt, diesem Mangel abzuhelfen. Mit abgründigen Mitteln versucht sie dies, bis die Handlung auf eine abschließende Erlösung zusteuert. In der mit mythischen Symbolen beladenen Handlung wird der Besitz eines Schattens mit der menschlichen Fähigkeit, Kinder zu gebären verknüpft.

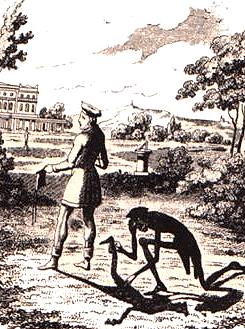
Peter Schlemihls wundersame Geschichte. Radierung von George Cruikshank, 1827

Ein unmoralischer Tausch Schatten gegen Geld liegt auch Peter Schlemihls wundersamer Geschichte von 1813 zugrunde. Schlemihl gibt in der Märchenerzählung Adelbert von Chamissos in einem Pakt mit dem Teufel seinen Schatten her und muss bald erkennen, dass er ohne Schatten aus der menschlichen Gesellschaft ausgeschlossen ist. Sein Schatten ist als verlorener Teil seines Ichs in den Besitz eines namenlosen „grauen Unbekannten“ übergegangen, der die Bewegungen seines Doppelgängers willentlich zu dirigieren vermag. Schlemihl erkennt, dass er fremdbestimmt wird, und verlangt seinen Schatten zurück.
In Oscar Wildes Roman Das Bildnis des Dorian Gray wird das Gemälde des schönen, jungen Dorian Gray zum Schatten des Modells. Als Dorian zum ersten Mal sein Porträt sieht, überkommt ihn die Angst vor seiner zerfallenden Schönheit und Jugend und er wünscht sich, diese ewig zu behalten, während das Bildnis an seiner Stelle altern möge. Angeregt zu diesen Gedanken haben ihn die Ausführungen Lord Henry Wottons über den Sinn des Lebens, der in der ungezügelten Selbstentfaltung liege. Lord Henry nimmt gegenüber Dorian die Rolle Mephistos im Zeitalter des Hedonismus ein, bis Dorian durch den Teufelspakt zu einem selbstverliebten und gleichgültig-grausamen Verbrecher geworden ist, der alle seine Begierden ausleben will und letztlich einen Mord begeht.
Hans Christian Andersen bezieht sich in seinem 1847 veröffentlichten Märchen Der Schatten direkt auf Schlemihl. Auch hier entwickelt der einem Gelehrten gehörende Schatten ein Eigenleben. Zunächst trennt er sich auf Wunsch seines Besitzers, um später – nunmehr körperlich geworden – diesem als Doppelgänger gegenüberzutreten. Der Gelehrte wird zum Begleiter seines als vornehmer Herr auftretenden Schattens, der immer mehr Ansehen gewinnt und, um die Umkehrung der wahren Verhältnisse komplett zu machen, den Gelehrten auffordert, nunmehr als sein Schatten zu dienen. Der Schatten wurde zum aktiven lebendigen Teil des weltfremden zurückgezogenen Gelehrten und schließlich zu seinem Todesbringer.

## Tiefenpsychologische Interpretation
Der verlorene Schatten als Doppelgänger wurde im gesamten 19. Jahrhundert in vielfacher Wiederholung literarisch verarbeitet. Das Motiv taucht ebenfalls in dem Drama von Wilhelm von Scholz Der Wettlauf mit dem Schatten aus dem Jahr 1920 auf, wo die Romanfigur dem früheren Geliebten der Frau des Autors nachempfunden ist und das Schicksal ihres Vorbildes bestimmen möchte.
Um 1900 nahm sich die Psychoanalyse mit Sigmund Freud des Phänomens des literarischen Doppelgängermotivs an, das nicht auf eine einschlägige psychische Veranlagung, eben auf eine multiple Persönlichkeitsstörung einzelner Schriftsteller zurückzuführen sei, sondern als ein verbreiteter Topos der romantischen Literatur gesehen wurde. Ausgangspunkt ist nach Emil Lucka das Konzept des Selbst, das ein unteilbares Individuum lenkt. Die Persönlichkeit basiert demnach auf einem nicht teilbaren und in einer „lückenlosen Kontinuität“ handelnden Ich, woraus sich die „moralische Verantwortlichkeit des Menschen“ in der Gesellschaft ergibt, wie Lucka in seinem Aufsatz Verdoppelung des Ich schrieb, der 1904 in Preussische Jahrbücher veröffentlicht wurde. Nach Luckas Ansicht können sich Tiere, „Neger und die Chinesen“ keine Doppelgänger vorstellen, und: „Noch nie hat jemand von Doppelgängerinnen gehört.“ Dies ist insoweit verständlich, da „Frauen kein volles ethisches Bewußtsein haben“ und deshalb „die Schrecken der Verdoppelung nicht erkennen können“. Tatsächlich erscheint der literarisch verhandelte Doppelgänger im 19. Jahrhundert ausschließlich in männlicher Gestalt, während eine multiple Persönlichkeit unter den Begriffen „Undefinierbarkeit“ oder „Ichlosigkeit“ auch bei Frauen und Juden diagnostiziert wird. Der Verlust des Selbst wird somit dem fremden Individuum zugeschrieben, das außerhalb der als kollektive Einheit gedachten männlichen Gesellschaft steht, in der sich das unteilbare moralische Selbst versammelt hat. Der Unterschied zwischen dem literarischen Doppelgänger des Kollektivs und dem randständigen Krankheitsbild liegt im Verhältnis zum Körper. Beim Doppelgänger spaltet sich das Ich in zwei Körper, während bei der multiplen Persönlichkeit mehrere Ichs in einem Körper zusammenkommen.
Lucka breitet das Thema Doppelgänger als Schattenwesen weiter aus und steigert sich in größere Allegorien, wonach „der Teufel der Doppelgänger der Menschheit“ und das „Judentum der Doppelgänger des Christentums“ sei. Dessen frei agierendes, moralisches Ich (das „vollbewußte, verantwortliche Ich-Bewußtsein“) entwickelte Sigmund Freud ab 1923 in seinem Modell der menschlichen Psyche zum Über-Ich.
In der analytischen Psychologie nach Carl Gustav Jung ist der Schatten sowohl ein Persönlichkeitsmerkmal als auch ein Archetyp. Nach Lucka stehe dieser außerhalb der Gesellschaft. In den Strukturelementen der Psyche, die Jung Archetypen nennt, wirke ein universaler Urgrund (das kollektive Unbewusste). Sein Schatten ist nach Anthony Storr eine Figur der Träume, die als dunkelhäutig oder teuflisch, jedenfalls stets als böse erscheint und in der innerseelischen Polarität dem auf die Gesellschaft hin orientierten Teil des Ichs gegenübersteht, den er „Persona“ nennt. Jung sieht den individuellen Schatten als Teil einer kollektiven Schattenfigur, deren Beschreibung vage bleibt.
Goethes Faust stellte für Jung und Freud gleichermaßen einen wichtigen Stoff für ihre psychoanalytischen Theorien dar. Jung beschrieb Mephisto als Schattenbereich Fausts. Jung übernahm von Goethe die Gestalt des Teufels als lichtbringenden, den Menschen antreibenden Luzifer aus der christlichen Mythologie, den er – gemäß seinem Archetypus des Gottesbildes – als das vierte Element der göttlichen Trinität hinzugesellt. In der Vorstellung von Gott sollen sich Gut und Böse vereinigen. Neben Mephisto ist Gretchen ein weiterer Aspekt von Fausts Alter Ego. Sie verkörpert in Jungs Terminologie die Anima, das weibliche emotionale, dem männlichen Geist entgegenstehende Prinzip. Gretchen ist ein bei Männern vorhandener Aspekt des Weiblichen und ein anderer Schatten Fausts, der seit der biblischen Eva für die Fruchtbarkeit der Natur steht. An C.G. Jung anschließende psychologische Interpretationen des Schattens von Faust, also insbesondere des Mephisto, wurden von Edward Edinger und von Irene Gerber-Münch vorgebracht.
Jung entwickelte in seinem theoretischen Modell der Archetypen drei Dimensionen von Schatten: Der persönliche Schatten umfasst all die mangelnden Fähigkeiten und nicht mit dem Selbstbild einer Person kompatiblen Eigenschaften des Einzelnen, die er am liebsten nicht sieht oder zeigt. Der kollektive Schatten bildet dessen Äquivalent auf gesellschaftlicher Ebene. Im Bereich der Religion gibt es noch den archetypischen Schatten, mit dem Jung das Konzept des Bösen umschreibt.
Die negativ erkannten Eigenschaften, also die ursprünglich verdrängten Persönlichkeitsanteile einem Doppelgänger anzulasten geschieht nach Freud durch die Instanz des Gewissens. Die Funktion des Gewissens sei, als moralisch bewertende Instanz, die unabhängig über dem Ich steht, in einer Selbstkritik Handlungen und Gedanken zu bewerten und das, was als belastender und überwundener Rest erscheint, der Vorstellung eines Doppelgängers zuzuschreiben, die somit eine neue Aufgabe bekommt. Otto Rank analysierte den Verlust des Doppelgängers (Schatten- oder Spiegelbildes) bei den literarischen Figuren und kam zu dem Schluss, dass gar kein tatsächlicher Verlust vorliegt, sondern umgekehrt das Ich eine Verstärkung erfährt und sich verselbständigt. Fühlt sich das Ich durch den Doppelgänger verfolgt, so stellte Rank fest, führt dies häufig zu einer narzisstischen Persönlichkeitsstörung und in vielen Fällen zum Selbstmord.
Der Begriff Gnosis bezeichnet Geheimsekten in den ersten nachchristlichen Jahrhunderten, deren Anhänger sich durch ihr Offenbarungswissen über den göttlichen Ursprung der menschlichen Seele als Auserwählte sahen. Nach ihrem Glauben bestand die Erlösung in der endgültigen Trennung von Körper und Seele. Der Mensch besitzt demnach eine aus einem göttlichen Funken entstandene Lichtseele, die an den Körper – das dunkle Gefängnis – gefesselt ist und erst im Tod durch einen von Gott gesandten Retter, der als göttlicher Bote daherkommt, befreit werden kann.
Es gibt Menschen, die sich in besonderen Stresssituationen oder in einem veränderten Bewusstseinszustand etwa in einer „spirituellen Krise“ von ihrem Körper getrennt empfinden. Dieses Persönlichkeitsgefühl wird krankhaft, wenn es andauert und wird dann Depersonalisation genannt. Ronald D. Laing bezeichnet eine Person, deren Selbst nie ganz zu ihrem Körper gefunden hat, als mehr oder weniger „unverkörpert“. Hier stehen sich der als gesund geltende Mensch, der sich mit seinem Körper im Einklang und in jedem Moment als handelndes Subjekt sieht, und das schizoide Individuum mit einem losgelösten Selbst, dessen Körper zu einem Objekt geworden ist, zusammen mit dem nach der geistigen Trennung von seinem Körper strebenden (gnostischen) Menschen als zwei Pole der Existenz gegenüber.